# Leptotarsus (Macromastix) mastersi
Leptotarsus (Macromastix) mastersi is een tweevleugelige uit de familie langpootmuggen (Tipulidae). De soort komt voor in het Australaziatisch gebied.